# Mastrafjorden
59°4′33.730″N 5°42′26.629″Ø / 59.07603611°N 5.70739694°Ø
Mastrafjorden er en fjordarm af Boknafjorden i Rennesøy kommune, på sydvestsiden af selve Rennesøy og nordøst for Mosterøy, som fjorden er opkaldt efter. Fjorden har indløb mellem Eplevika på Relanes på Rennesøy og nordre Lamholmen ved Mosterøy og går 12 km mod sydøst til Hidlefjorden, som ligger på sydsiden af Rennesøy og går østover mod Ryfylke. 
Rennfastforbindelsen langs E39 krydser fjorden via Mastrafjordtunnelen der har en længde på 4,4 km og er 133 meter under havoverfladen hvor det er dybest. 
I den nordlige del af fjorden ligger halvøen Klosterøy på Mosterøy. Her ligger landets bedst bevarede klosteranlæg Utstein kloster fra tiden mellem 1263–1280, antagelig anlagt af Magnus Lagabøte. Augustinerne på Utstein kom trolig fra Olavsklosteret i Stavanger. 
På Rennesøysiden af fjorden ligger Vikevåg som er administrationscenter i Rennesøy kommune. 